# Hassan Bayati
Hassan Bayati (1954 – 2011) var en autodidakt iransk-dansk kunstmaler, der sidst i 90erne skabte sig et navn i Danmark.
Han emigrerede til Danmark i 1984, hvor han arbejdede som svejser i flere år. Derefter fulgte han seriøst sin interesse for kunst og skabte en række moderne arkadiske malerier. Man kan kalde hans kunstneriske indfaldsvinkel for ”naive kloge øjne”.  Mange af Bayatis billeder blev købt af danske offentlige og private organisationer og institutioner, heriblandt DR, TV2, flere aviser, højskoler og museer.
Hassan Bayati led af kræft i de sidste år af hans liv. I 2011 vendte han tilbage til Iran, hvor han døde i sin hjemby, Kermanshah, i en alder af 56.

## Eksterne kilder og henvisninger
- artguidedenmark.dk Arkiveret 12. maj 2011 hos  Wayback Machine
- Udstillinger (Webside ikke længere tilgængelig)